# سسک سوندا
سسک سوندا (نام علمی: Phylloscopus grammiceps)، گونه‌ای از سسکان جهان قدیم (خانوادهٔ Phylloscopidae) است که تنها در اندونزی یافت می‌شود.